# Bram Nuytinck
Bram Nuytinck (* 4. Mai 1990 in Heumen) ist ein niederländischer Fußballspieler, der zurzeit bei NEC Nijmegen unter Vertrag steht.

## Karriere

### Im Verein
Nuytinck begann seine Karriere bei NEC Nijmegen, wo er seit 2009 zum Profikader gehört. Seinen ersten Einsatz in der Eredivisie absolvierte er am 30. Januar 2010, als er beim Spiel gegen Sparta Rotterdam in der Startaufstellung stand. Nach drei Spielzeiten wechselte er in der Sommerpause 2012 zum amtierenden belgischen Meister RSC Anderlecht.
Im Sommer 2017 wechselte Nuytinck zu Udinese Calcio. Für Udinese bestritt er insgesamt 143 Pflichtspiele und erzielte dabei 3 Tore.
Nach fünfeinhalb Jahren bei Udinese wechselte er im Januar 2023 ligaintern zu Sampdoria Genua.
Bereits nach einem halben Jahr verließ er Genua wieder und kehrte zur NEC Nijmegen zurück.

### In der Nationalmannschaft
Nuytinck debütierte am 2. September 2010 in der niederländischen U-21-Nationalmannschaft, als er beim Spiel gegen Spanien eingewechselt wurde.